# 篠田実
篠田実（しのだ　みのる）は浪曲師の名跡。

## 初代
篠田実（1898年（明治31年）2月16日 - 1985年（昭和60年）9月23日は大正から昭和にかけての浪曲師。本名も篠田実。落語の演題としても有名な吉原ネタ「紺屋高尾」で一世を風靡した。
丹波福知山の生まれ。写真屋の息子で、1909年（明治42年）12歳で名古屋の早川浅吉に見出されて親にも知らさず巡業に出かけてしまった。名前を「早川浅右衛門」とし、天才少年浪曲師として名を馳せる。一年目浜松で父親に発見され、連れ戻されたが結局浪花節を続けることになり本名の「篠田実」を芸名とする。師匠の浅吉は実への愛着を絶ち難く、自ら浅右衛門と改名、ここに前代未聞の師匠が弟子の名を継ぐという珍事が起きた。初上京は1910年（明治43年）12歳、初代木村重勝の手引きだった。その後、中堅どころとして活躍するが、1923年（大正12年）9月に、レコード吹込みの埋め草にと既に録音していた「紺屋高尾」が、震災後ひょんなことから発売され、100万枚（1組2枚で）を突破し空前の大ヒットをする。関東大震災で経営が傾いたレコード会社（ヒコーキレコード、のちに日蓄に合併）が一気に盛り返すほどであった。実自身もこの一作で大看板となる。
〽水にうつりし月の影
手に取れざると知りながら
ぐっしょりと
濡れてみたいが人の常
喜劇王エノケン（榎本健一）が、舞台でも映画の中でも手ぶり身ぶりオカシク真似るほどであった。また、
〽遊女は客に惚れたと言い
客は来もせでまた来ると言う
嘘と嘘との色里に
恥もかまわず身分まで
よう打ちあけてくんなました
のくだりなどは、全国的によく真似をされたという。あまりにもこの「紺屋高尾」が流行したため、これ以外の演目をさせてもらえなかった。戦後は1951年にアメリカ、ブラジルで口演したのを最後に目立った活動はなかった。1968年（昭和43年）弟子の（三門→）勝夫に名前を譲り引退。1973年（昭和48年）勲五等双光旭日章。

## 二代目
篠田実（1942年4月24日 - 1990年7月8日）は昭和の浪曲師。本名は磯勝一。
東京の生まれ。19歳で東家若燕（後の四代目東家三楽）に入門。2年後に父と親交があった三門博門下に移って勝夫。浪曲不振の時代にあって立て直しを図るべく、1968年11月に国際劇場で行われた浪曲大会で二代目篠田実を襲名。初代の十八番「紺屋高尾」を自家薬籠中の物とし、二代目会で浪曲界の牽引役として売り出して来たが、1990年7月7日にイイノホールで収録された「NHK東西浪曲大会」の「兄弟鴉」を口演直後に楽屋で頭痛を訴え、翌日に亡くなった。